# Boeing Starliner-1
Boeing Starliner-1 sarà la prima missione operativa con equipaggio del veicolo spaziale CST-100 Starliner di Boeing, che porterà sulla Stazione spaziale internazionale agli astronauti appartenenti ad una futura Expedition. Sarà la quarta missione orbitale delle navette Starliner, la quinta missione con un comandante donna. Il lancio, previsto per marzo 2023 dopo la missione SpaceX Crew-5, è stato rinviato inizialmente all'estate del 2024 e successivamente 
al 2025.

## Equipaggio
Il 21 maggio 2021, la NASA ha annunciato la partecipazione dell'astronauta Koichi Wakata come quarto membro dell'equipaggio, in cooperazione con l'agenzia spaziale nipponica. 
Ad aprile 2022, la NASA non aveva ancora finalizzato le assegnazioni degli astronauti per questa missione e quelli che avrebbero preso parte alla missione precedente Boeing Crewed Flight Test. Tra i candidati erano presenti Barry Wilmore, Michael Fincke e Sunita Williams. 
Il 30 settembre 2022, Scott Tingle è stato assegnato come comandante e Michael Fincke come pilota. Fincke è stato anche assegnato come membro di riserva dell'equipaggio della missione Boeing Crewed Flight Test.
Il 22 novembre 2022, Joshua Kutryk, della Canadian Space Agency è stato assegnato come specialista di missione.
A causa dei ritardi diversi astronauti originariamente assegnati alla missione Starliner-1 sono stati riassegnati ad altre missioni: nel 2018 Sunita William è stata riassegnata alla missione Boeing Crewed Flight Test, Jeanette Epps è stata riassegnata alla missione SpaceX Crew-8 e Koichi Wakata è stato riassegnato alla missione SpaceX Crew-5.
| Ruolo                     | Equipaggio                       | Equipaggio                       |
| ------------------------- | -------------------------------- | -------------------------------- |
| Comandante                | Scott Tingle, NASA Secondo volo  | Scott Tingle, NASA Secondo volo  |
| Pilota                    | Michael Fincke, NASA Quarto volo | Michael Fincke, NASA Quarto volo |
| Specialista di missione 1 | Joshua Kutryk, CSA Primo volo    | Joshua Kutryk, CSA Primo volo    |
| Specialista di missione 2 | N.D.                             | N.D.                             |

## Missione
La missione riutilizzerà per la prima volta una navetta Starliner. La Spacecraft 2 è stata impiegata in precedenza per il primo test di volo senza equipaggio nel dicembre 2019. Inizialmente Sunita Williams ha annunciato che la navetta sarebbe stata la Spacecraft 3 Calypso, che però è stata successivamente assegnata alla missione Boeing Crewed Flight Test.